# Kimch'aek
Kimch'aek (김책시?, 金策市?, Kimch'aek-siLR) è una città della provincia del Hamgyŏng Settentrionale, in Corea del Nord. Conta una popolazione di 196 000 abitanti. Il suo nome nasce nel 1951, durante la Guerra di Corea, in onore al generale Kim Chaek; prima era chiamata Sŏngjin.